# История Якутии
История Якутии — события на территории современной Якутии с момента начала расселения там людей и до сегодняшнего дня.

## Доисторический и дороссийский периоды

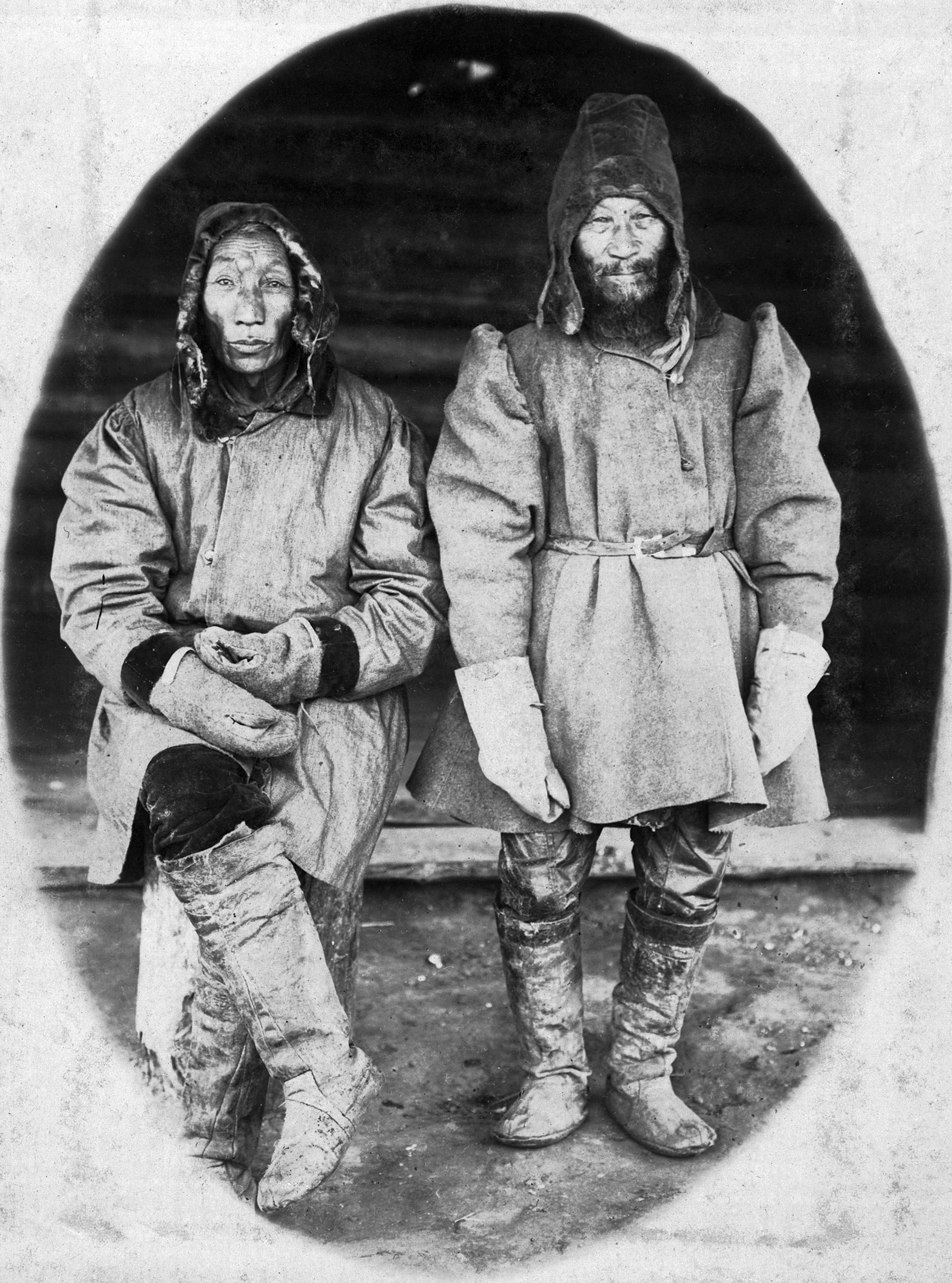
Якуты охотники. Конец XIX — начало XX века.

Человек заселил территорию современной Якутии в глубокой древности. Археологами установлено, что древний человек заселил Якутию уже в раннем палеолите. Артефакты аллалаевской культуры среднего палеолита на северной стороне острова Столбовой имеют ориентировочный возраст 250—200 тыс. лет назад.
Фрагмент лопатки мамонта со стоянки Мунгхарыма I на реке Мунгхарыма (приток Вилюя) датируется радиоуглеродным методом (СОАН-6361) возрастом >41 310 лет назад. Кварцитовые изделия древнего и среднего палеолита и кремнёвые и халцедоновые изделия позднего палеолита со стоянки Мунгхарыма II могли быть смешаны за счёт склоновых процессов и переотложены в отложениях стоянки Мунгхарыма I. По материалам стоянки выделена среднепалеолитическая протодюктайская кызылсырская культура. К наиболее известным и хорошо изученным стоянкам в Якутии относится стоянка Диринг-Юрях дирингской культуры (находки якутских археологов под руководством Ю. А. Мочанова), которая расположена в среднем течении реки Лены.
К стоянкам раннего этапа верхнего палеолита относятся Эжанцы, Ихине 2, Усть-Миль и стоянка Бунге-Толля/1885 (45 тыс. л. н.) на Яне, местонахождение Буор-Хая/Орто-Стан (27 тыс. л. н.) на полуострове Буор-Хая. На стоянке Бунге-Толля/1885 (BT-1885, урочище Юнюген в долине Яны) обнаружили плечевую кость плейстоценового волка с прижизненным повреждением от какого-то орудия, возможно копья. Животное продолжало жить после травмы. Радиоуглеродный возраст находки — 47 тыс. лет назад.
Позднепалеолитическая Янская стоянка (Yana RHS) датируется возрастом ~31,6 тыс. л. н. Оба человеческих образца (Ancient North Siberians, ANS) с Янской стоянки принадлежат к Y-хромосомной гаплогруппе P1 (предковой для Y-хромосомных гаплогрупп Q и R) и митохондриальной гаплогруппе U2.
26 тыс. л. н. (финал каргинского межледниковья), когда Котельный был не островом, а соединялся с материком, люди разделали мамонта Павлова.
На озере Никита в 40 км от участка Урез-22 (MKR/U22, 71° 42' северной широты) в долине реки Максунуоха к югу от полуострова Широкостан на участке NKL (~13,800-13,600 лет назад) в ребре мамонта был обнаружен фрагмент каменного инструмента. Возраст Урез-22 можно оценить по временному интервалу от 14 900 до 13 900 лет назад.
Опорный разрез верхнеплейстоценовых отложений Колымской низменности Дуванный яр находится в крутой излучине на правом берегу Колымы в 35—43 км ниже устья Омолона. У образца Колыма-1 со стоянки Дуванный яр (9769 лет до настоящего времени) определена Y-хромосомная гаплогруппа Q1a1-F746>Q1a1b-YP1500/B143>Q-Y222276>Q-Y222276* и митохондриальная гаплогруппа G1b. Генофонд популяции палеосибирцев из Дуванного Яра складывался из двух компонентов — восточно-азиатского и древнего северосибирского (Ancient North Siberians, ANS), близкого к тому, который был обнаружен у представителей Янской стоянки и стоянки Мальта́ в Прибайкалье. Смешение восточно-азиатской и древней северосибирской (Ancient North Siberians, ANS) популяций привело к возникновению палеосибирской популяции и предков коренных американцев, впоследствии заселивших Америку.
10 000 лет назад пришла другая группа людей, вытеснив палеосибирскую. Эта группа намного больше похожа на сегодняшних китайцев, японцев и корейцев.
На острове Жохова люди жили 9 тыс. лет назад. У обитателей Жоховской стоянки определена митохондриальная гаплогруппа K и, предположительно, определены митохондриальные гаплогруппы W и V. Они разводили собак и привозили обсидиан с берегов озера Красное на Чукотке.
У ранненеолитического образца N2a (6845—6675 л. н.) из могильника Матта (Matta) на озере Матта на юго-западной окраине села Матта определили митохондриальную гаплогруппу F1d, у средненеолитического образца N5a из могильника Onnyos (6290—6186 л. н.) определили митохондриальную гаплогруппу D4b1c, у поздненеолитического образца N4a1 (4782—4424 л. н.) со стоянки Кёрдюген 2 определили Y-хромосомную гаплогруппу N* и митохондриальную гаплогруппу A12a, у образца N4b2 (4348—4091 л. н.) определили Y-хромосомную гаплогруппу N1a1a1a1a-L392/Z1979>Z1979* и митохондриальную гаплогруппу A12a2a2.
Ымыяхтахская культура эпохи неолита и бронзового века существовала в интервале 2200—1300 гг. до н. э.
Начиная с середины I тысячелетия н. э. на территории Якутии появились предки эвенов и эвенков. Продвижению древних тунгусоязычных охотников и оленеводов из Забайкалья и Приамурья на север дали толчок появившиеся в Восточной Сибири племена тюркоязычных скотоводов. К XIII веку тунгусские племена расселились на Средней Лене, Вилюе, Олёкме. Приход предков якутов в Ленский край заставил их отойти к западу и востоку от Лены. Часть тунгусских родов, оттесненная к Охотскому морю, расселилась по бассейну Колымы, Индигирки и Яны. Смешавшись с юкагирами и коряками, они образовали новый народ — эвенов.
У образца Yana_young с Янской стоянки (766 л. н., конец XII века) определили Y-хромосомную гаплогруппу N1a1a2a1a4a1-M1993>N-M1991* и митохондриальную гаплогруппу D4o2a
Крупнейший из коренных народов республики, давшей ей название — якуты — (самоназвание саха) занимают весьма своеобразное положение, которое характеризуется особенностями языка, традиционной культуры и физического облика. Большинство учёных полагает, что в XII —XIV веках якуты несколькими волнами мигрировали из области озера Байкал в бассейн Лены, Алдана и Вилюя, где они частично ассимилировали, а частично вытеснили эвенков (тунгусов) и юкагиров (одулов), живших здесь ранее.
Принято считать, что этнос приспосабливается к определённому ландшафту в период своего формирования. С этой точки зрения, якуты как народность сформировались в бассейне Средней Лены, то есть на территории Центральной Якутии. Здесь произошло окончательное формирование народа на основе смешения пришлых тюркоязычных племен с местными палеоазиатскими родами, а также с пришлыми монголоязычными хоринцами и тунгусами.
Распространение скотоводства внесло значительные изменения в хозяйственную жизнь региона. Предки якутов сумели сохранить и развить коневодческо-скотоводческую структуру своего хозяйства в экстремальных условиях Севера (якутская корова), привнесли в регион ремесленное производство (кузнечное, ювелирное, гончарное и др.), строительство жилищ постоянного типа. Археологические памятники кулун-атахской культуры XIV—XVI веков отражают материальный комплекс скотоводов. Уже к началу XVII века якутские роды жили в бассейнах Индигирки и Яны, продвинув в арктические районы Якутии культуру разведения крупного рогатого скота и табунного коневодства. Параллельно шло формирование особой этнографической группы северных якутов-оленеводов, перенявших от местных тунгусских и юкагирских племён способы ведения хозяйства в условиях тундры и лесотундры.
В якутских преданиях XVII век определяется эпохой Тыгына и тыгынидов. В это время начали появляться предпосылки к появлению раннего государства. Академик А. П. Окладников называл Тыгын Дархана «Якутским царём». «Фигура Тыгына, — писал А. П. Окладников в первом томе „Истории Якутии“, — мудрого старца, владыки и грозного воина, избранника самого Улуу Тойона, каким представляли его сородичи, уже при жизни сливалась на этом фоне с величественными образами эпических богатырей и божеств… Наконец и сама по себе гибель Тыгына связана была с крупнейшим историческим переломом в жизни якутов, появлением русских на севере и обрисована в величественных чертах эпической драмы».

## Якутия в составе Российского государства

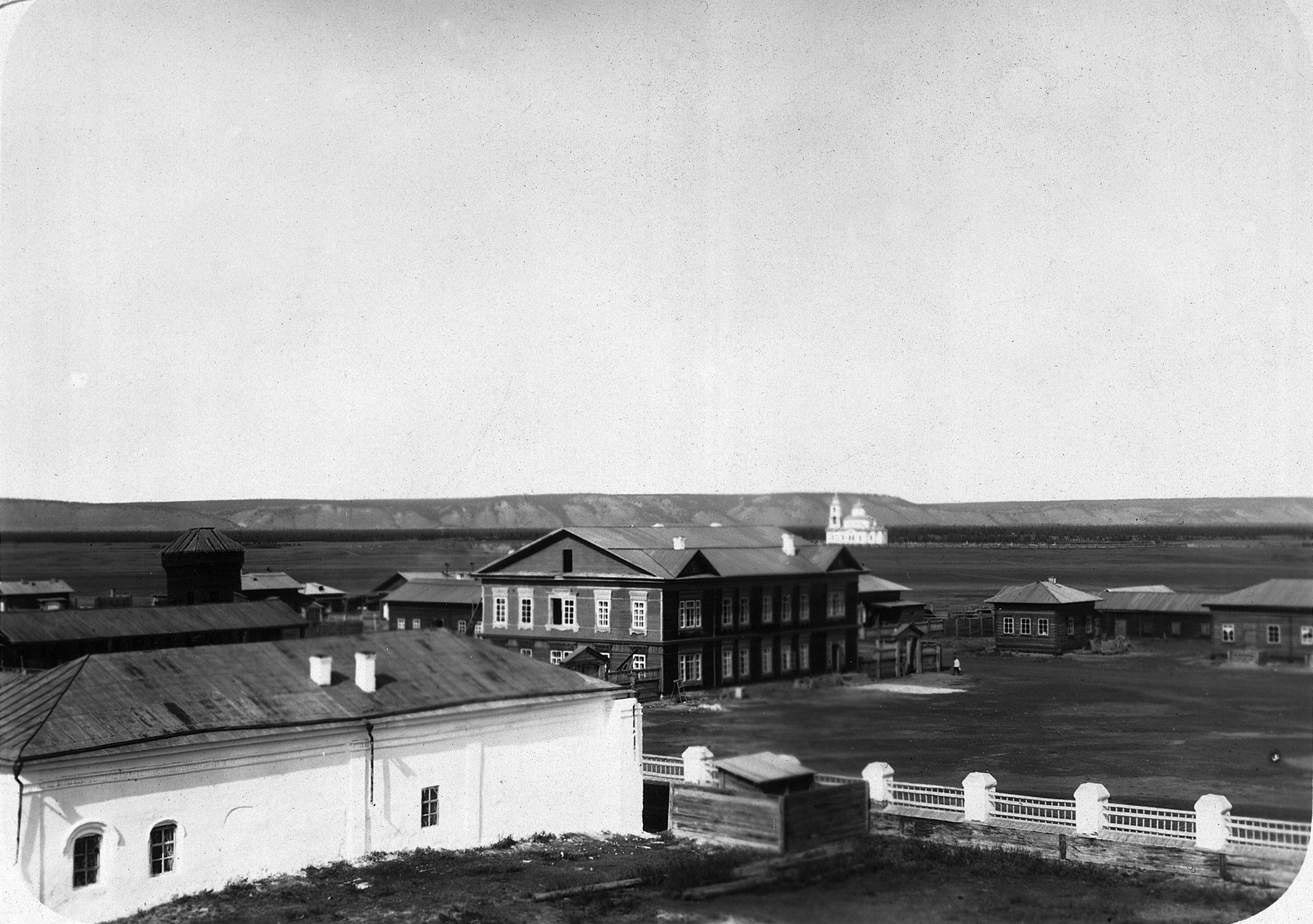
Якутск, здание областного правления и казачества, конец XIX века.

Первыми из русских проникли в Якутию казаки Пянды в 1623, спустившись на стругах по реке Лене. В 1632 году другой казак Петр Бекетов основал на территории Якутии первый русский город Ленский острог, названный позже Якутском. Эта дата считается датой вхождения Якутии в состав Российского государства. Термин вхождение весьма спорный — советские и современные историки выдвигали термин именно завоевание Якутии.
Дата 1632 года все-таки считается условной датой, и многие критиковали это, ибо как писали многие советские историки например Токарев, постройка одного острога не считается вхождением всего Якутии в состав Российского государство. В учебниках российской истории называют годом «добровольного вхождения Якутии в Российское государство».
Вхождение или завоевание Якутии не носило мирного характера, по сообщением русских источников например Якутской летописи и Вилюйской летописи, якуты поднимали 7 антиколониальных восстаний против Русского государства в 1633—1634 гг, 1636—1637 гг, 1639—1640 гг, 1642 г, 1675—1676 гг, 1681—1682 гг и 1683—1684 гг.
В 1638 году было образовано Якутское воеводство.
С деятельностью православного духовенства связаны развитие народного образования и просвещения народов Якутии, появление литературы на национальных языках, углубление процессов межэтнических взаимодействий.
Русские крестьяне-переселенцы положили начало северному земледелию, приобщая к ним северные народы.
В 1646 году якутские предводители обратились к воеводе В. Н. Пушкину с просьбой поехать в Москву к царю для улучшения жизни в их регионе. Но эта поездка состоялась только в декабре 1676 года, когда они наконец прибыли в Москву. Делегация состояла из трех князцов: Нохто Никина, Мазары Бозекова и Трека Осюркаева с их «кашеварами». Их торжественно принял царь Федор Алексеевич. Результаты были в общем положительные.
Отдельной страницей в истории Якутии является ссылка. Ссылка началась ещё с 1640-х годов. В начале большинство ссылалось «в пашню», «в службу», «в посад». Начиная с XIX века якутская ссылка по большей части становится политической. В ссылке в Якутии побывали декабристы, участники польского восстания 1863 года, народники, социал-демократы. Именами многих из них названы улицы городов и посёлков Якутии. В верховьях Вилюя отбывал ссылку Н. Г. Чернышевский; его именем ныне назван посёлок Мирнинского района.
31 октября 1857 года в состав Приморской области из Якутской области был передан Удский (Охотский) край.
В 1916 году Якутия избежала указа императора Николая II от 25 июня 1916 года о «реквизиции инородцев» в возрасте от 19 до 43 лет включительно, на тыловые работы в прифронтовых районах первой мировой войны. Во исполнение этого указа 30 июня 1916 года штаб Иркутской местной бригады потребовал от якутского уездного воинского начальника Н. Д. Попова набрать «бродячих
и всех обитающих в… Верхоянском, Среднеколымском, Вилюйском округах Якутской области» в возрасте от 19 лет до 31 года. Попов сообщил, что по приблизительному подсчету будет призвано около 20 тысяч инородцев. Их должны были отправить 19 партиями пароходами с 24 июля по 24 августа, но 17 июля 1916 года якутский губернатор де Витте сообщил, что «призыв инородцев Якутской области на работы в тылу действующей армии отменен». Отказ от мобилизации якутов произошел благодаря ходатайству Ленского золотопромышленного товарищества.

## Якутия в годы Гражданской войны
После Октябрьской революции антибольшевитскими силами Якутии был создан Комитет защиты революции, выступавший в поддержку идеи созыва Учредительного собрания.
1 июля 1918 года красногвардейский отряд А. С. Рыдзинского занял Якутск. В городе был создан исполком Совета Рабочих депутатов, во главе с М. К. Аммосовым. Органы советской власти также были образованы в городе Вилюйске, Нюрбинском, Сунтарском и других улусах.
В ноябре 1918 советская власть была ликвидирована, и Якутия попала под власть правительства Колчака. Известно о создании в 1918 году белыми властями Якутской местной команды (около 200 чел.), которая принимала ограниченное участие в боях против «красных» партизан в Якутии, но затем попала под влияние большевиков, в ночь с 14 на 15 декабря 1919 года подняла восстание в Якутске и установила в городе Советскую власть.
В результате разгрома белогвардейских войск в Сибири в конце 1919 — начале 1920 года в Якутии была восстановлена советская власть.
20 апреля 1920 года решением Сибревкома Якутская область была включена в состав Иркутской губернии в качестве особого района.
21 августа 1920 года решением того же Сибревкома Якутии был присвоен статус губернии.
В сентябре 1921 года в Якутии вспыхнуло антисоветское восстание. Восставшие обратились за помощью к русским эмигрантским кругам в Харбине, откуда им на помощь был послан крупный белогвардейский отряд.
В марте 1922 в Чурапче было создано Временное якутское областное народное управление. Повстанцы осадили Якутск. Летом повстанцы были выбиты из центральных улусов Якутии, однако продолжали сопротивление ещё около года и лишь в июне 1923 Якутия полностью перешла под контроль советской власти.
27 апреля 1922 года на основе Якутской губернии и ряда территорий Енисейской и Иркутской губерний была образована Якутская АССР в составе РСФСР.

## Якутская АССР
В 1924 году в Якутии началось восстание, которое было вызвано действиями большевиков: закрытием портов для иностранной торговли, ограничением торговли, перебоями с завозом товаров с материка, конфискацией оленей у частных владельцев, изъятием обширных пастбищ под промышленные новостройки. В 1925 году восставшие заключили перемирие с советскими властями и сложили оружие.
Однако в 1927 году началось новое восстание под руководством якута, юриста Павла Ксенофонтова (выпускника юридического факультета Московского университета, работника МинФина РСФСР). После его подавления в 1928 году были расстреляны 128 человек, 130 получили различные тюремные сроки, из них часть не была связана с восстанием. Среди репрессированных были видные представители интеллигенции, ничего не знавшие о восстании или даже осуждавшие его.
В середине 1929 года после восстания конфедералистов 1927—1928 гг. по наводке центра начались повальные чистки нелояльных к новой власти беспартийных людей и членов самой местной компартии, обвиненные в контрреволюции. Это и стало поводом и причиной для нового восстания против советской власти на севере Якутии, позже его назовут Булунское восстание. Впоследствии восстания в 1930 году подавили.
В период коллективизации в Якутии провели земельную реформу, в результате которой (согласно итогам, подведённым на состоявшейся 11 - 16 декабря 1929 года VII областной партийной конференции ВКП(б)) крестьянам передали 150 тысяч гектар наиболее удобной земли, которую изъяли у тех, кого отнесли к феодально-кулацкому слою. Число кулацких хозяйств в трёх округах Якутии в 1928/1929 году составило 1307 хозяйств, которые платили 54,7 % сельскохозяйственного налога.
Советский период истории Якутии связан с широкомасштабным промышленным освоением её природных богатств, начало которому положила разработка в 1920-е годы золотоносных алданских месторождений. В 1930-е годы началась эксплуатация Северного морского пути, в устье реки Лена был построен морской порт Тикси; судоходные и воздушные трассы связали ранее труднодоступные районы республики.
После окончательного установления в регионе советской власти любая информация о сибирских бунтах активно скрывалась, поддерживалась красивая картинка «дружбы народов» и лояльности якутов Москве. В то же время, есть сведения от российских военных историков о восстаниях якутов и ненцев в декабре 1942 г.. Масштаб восстаний был таков, что против бунтовщиков пришлось применять военную авиацию — и это в то время, как большинство военной техники находилось на западном фронте. Советы даже создали специальный орган оперативного руководства для ликвидации мятежников. В прессе же о повстанцах писали, как о бандитах и беглых зеках, нападающих на золотые прииски.
В 1950-е годы с открытием алмазоносных месторождений на западе республики была создана мощная алмазодобывающая промышленная инфраструктура.

## Республика Саха (Якутия)
Новый этап в истории Якутии начался 27 сентября 1990 года, когда при активной поддержке населения республики была провозглашена Декларация о государственном суверенитете. В октябре 1991 года был учрежден пост президента республики. Первым президентом в декабре 1991 года стал якут Михаил Ефимович Николаев. Тогда же было изменено название республики на Республика Саха (Якутия).
С начала 1990-х годов в республике осуществлялся переход к рыночной экономике в русле общероссийских процессов. В результате разделения собственности, либерализации цен, приватизации предприятий произошли кардинальные изменения в социально-экономическом устройстве и производственных отношениях. В настоящее время развитие экономики республики все больше определяется разными формами собственности, воздействием рыночных регуляторов, внедрением рыночных механизмов.
В начале 1990-х годов были приняты нормативные акты, сыгравшие значительную роль в жизни республики:
- Постановление Совета министров РСФСР от 23 октября 1990 года № 603 «О расширении самостоятельности Якутской-Саха ССР в решении социально-экономических проблем в условиях перехода к рыночным отношениям»;
- Декларация о государственном суверенитете республики;
- Конституция Республики Саха (Якутия);
- Федеративный договор, экономическое соглашение и Соглашение по разграничению собственности;
- Указ Президента РСФСР № 277 от 11 декабря 1991 года «О полномочиях Якутской-Саха ССР в распоряжении природными ресурсами республики».

27 сентября в регионе национальный праздник, который продолжают отмечать, несмотря на то, что в 2009 году Конституционный суд РФ отменил решение о суверенитете Якутии. А звание Президента Якутии Путин вообще упразднил в 2012-м. Теперь должность называется «глава региона».
В 2012 году якуты добились в управлении министерства юстиции РФ регистрации своей традиционной религии Айыы.